# رجب أكتوغ
محمد رجب أكتوغ أو المعروف باسم رجب أكتوغ (من مواليد 13 مايو 1954، إزمير - ت. 14 يناير 2020، إسطنبول )، مغني وكاتب أغاني وممثل تركي.

## حياته المهنية
ولد في تشيشمي، إزمير . أكمل تعليمه الابتدائي والثانوي في إزمير . في عام 1973، عندما كان يدرس في المدرسة الثانوية، كان لديه فرقة تسمى جيلينك ، حيث قام بتأليف الموسيقى بأسلوب البوب الأناضولي. قام بأول عمل احترافي له مع هذه المجموعة في نادي إزمير موغامبو الليلي.
في عام 1974، أثناء دراسته في مدرسة شيشلي للعلوم السياسية، انضم إلى مجموعة تسمى جروب ستوديو . بعد دراسة العلوم السياسية لمدة أربع سنوات، التحق بمعهد تي أم الحكومي. بعد أن عمل في وظائف مثل التسويق والتصميم الجرافيكي أثناء تعليمه، بدأ العمل كمراسل في قسم مجلة حريت لصحيفة هافتا سونو تحت إدارة جيتين إيميتش، من خلال صديقه توفان أكسوي.
بعد سنة ونصف كمراسل ، انضم إلى قسم التنظيم في شات يابيم. عمل في إدارة مهرجانات أنطاليا وأنامور غيرني وأكشهير . عندما انتهت الحياة التجارية لشات يابيم مع انتهاء المهرجانات، رجب أكتوغ؛ أسس شركة تسمى أري يابيم مع بهاء بودوروغلو وإرتوغرول تشايروغلو وتوغرول كاراتاش . كان الفنان الأول للشركة هو سيزين أكسو ، وكان منتجها الأول هو السنوات الضائعة. هذا العمل تبعه "ديسكو فاصل". ومع ذلك، فإن هذا الاتحاد لم يدم طويلا. أسس رجب أكتوغ المجموعة الصوتية للموجة القصيرة ، وهي أول مجموعة صوتية مصاحبة في تركيا ، في عام 1976.
الموجات القصيرة أول ليلة العمل آيتن ألبمان مع شيراتون لقد فعل ذلك في فندقه. في عام 1978 مهرجان البرتقالة الذهبية أنطاليا للأفلام العالمية شارك في مسابقة الأغنية مع اثنين من المؤلفات, فاز بالمركز الثاني والجائزة السابعة. في نفس العام أجدا بيكان مع عرض السوبر مرة أخرى, سيزن أكسو مع كاديبوستان في كازينو ماكسيم بدأ العمل. في عام 1979 كانتكين مع يوروفيجن انضم إلى ، في عام 1981 إلى الشباب المنتهية ولايته و عزيزي أصدر أول خمسة وأربعين له مع أغانيه.
في عام 1983، فاز بلقب يوروفيجن تركيا مع تأليف بوجرا أوغور ومثل تركيا في ألمانيا مع جيتين ألب .
أكتوغ، الذي غنى العديد من الفنانين مؤلفاته وكلماته، ظهر أيضًا في العديد من الإعلانات التجارية والمسلسلات التلفزيونية.

## وفاته
توفي أكتوغ، الذي كان يعاني من مرض الانسداد الرئوي المزمن لفترة طويلة، في إسطنبول في 14 يناير 2020، عن عمر يناهز 65 عامًا. وبعد مراسم الجنازة التي أقيمت في 15 يناير 2020، تم دفنه في مقبرة زينجيرليكويو . 

## ديسكغرافيا

### 45 و إب
- 1981: إلى الشباب الراحل/عزيزي
- 2020: كيامام (EP)

### ألبومات الاستوديو
- 1990: مذكرات
- 2009: لا تعتاد علي
- 2011: الوردة السوداء
- 2013: المعيشة
- 2017: أربعة

## فيلموغرافيا

### المسلسلات التلفزيونية التي قام ببطولتها
| سنة       | إنتاج         | دور                    | الحلقة / الموسم | قناة                     | توضيح                            |
| --------- | ------------- | ---------------------- | --------------- | ------------------------ | -------------------------------- |
| 2004-2005 | وادي الذئاب   | أندر دميراي            | 65-89           | عرض التلفزيون / القناة د | القنصل الفخري لجمهورية بودوسو    |
| 2007      | سيلينا        | عاصم (ضيف)             |                 | أي تي في                 | والد مدرس اللغة الإنجليزية سيرين |
| 2008-2009 | راقب          | خلدون فرات             | 30-60           | تلفزيون سامانيولو        |                                  |
| 2008-2010 | العشق الممنوع | حلمي أونال             | 1-79            | القناة د                 | زوج ابنة فردفس بيكر والد نهاد    |
| 2010      | ايزيل         | بوراك بولوك (ممثل ضيف) |                 | مركبة                    | شريك كنان بيركان السابق.         |

### بطولة الأفلام
| سنة  | إنتاج                | دور                 | ملحوظات              | ملحوظات         |
| ---- | -------------------- | ------------------- | -------------------- | --------------- |
| 2012 | الفتح 1453           | الحادي عشر. قسنطينة | آخر إمبراطور بيزنطي  | الصورة المتحركة |
| 2014 | جامعة درسان المجنونة | فؤاد حجة            | مدرس التربية البدنية | الصورة المتحركة |